# .ai
.ai為英國海外屬地安圭拉國家及地區頂級域（ccTLD）的域名。管理者是安圭拉政府。
近年来，部分人工智能公司多采用此后缀注册公司域名。

## 二级和三级域名的注册
在全球范围内off.ai、com.ai、net.ai和org.ai域名可以无限制地注册。从2009年9月15日起，.ai内的二级注册域名可供全球所有人注册。
在 Whois.ai 注册域名需要100美元的费用，域名每两年的费用为100美元，订购域名需要以传真的形式进行订购并且需要手动付款和进行地址确认，购买完成后有一至三个月的等待期。
.ai接受表情符号域名注册。

## TLD记录
.ai的TLD记录值得注意的是拥有MX记录，允许邮件直接发送给“收件人@ai”（有尾随期）。

## 外部連結
- IANA .ai whois information（页面存档备份，存于）
- .ai NIC page